# The Writing’s on the Wall
The Writing’s on the Wall — второй альбом американской R&B группы Destiny’s Child и их последний альбом в составе квартета. Выпущен Columbia Records 27 июля 1999 года и включает в себя лучших синглы «Bills, Bills, Bills», «Say My Name», and «Jumpin’ Jumpin’».
Альбом стал хитом, девять раз став платиновым в США, в конечном итоге проданный в количестве 15 миллионов копий по всему миру. Он стал самым продаваемым альбомом женской группы в 1999 и 2000 годах и был удостоен премии Лучшего R&B/Soul Альбома Года. Песня «Say My Name» получила две премии Грэмми в 2001 году, одну — за лучшую R&B песню и другую — за лучшее R&B исполнение группы.

## История создания
В 1995 году девичья группа Destiny, благодаря генеральному директору лейбла Elektra Records Сильвии Роун, заключила контракт с этой звукозаписывающей компанией. Однако спустя восемь месяцев, не выпустив ни одного альбома, коллектив покинул лейбл, поскольку руководство сочло участниц «слишком юными и неопытными». Сменив название на Destiny’s Child, в 1996 году, после переговоров менеджера группы Мэттью Ноулза с A&R-менеджеркой Терезой Лабарберой Уайтс, коллектив подписал договор сотрудничества с Columbia Records. Первая песня Destiny’s Child «Killing Time» вошла в саундтрек к фильму «Люди в чёрном», выпущенному в июле 1997 года. Через три месяца группа представила дебютный сингл «No, No, No», который закрепился на третьей строчке американского хит-парада Billboard Hot 100 и возглавил Hot R&B/Hip-Hop Songs. В феврале 1998 года вышел альбом Destiny’s Child в стиле нео-соула и R&B, получивший смешанные оценки критиков.
Дебютная пластинка коллектива поначалу продавалась не очень удачно: альбом достиг всего лишь 67-го места в чарте Billboard 200, но через два года Американская ассоциация звукозаписывающих компаний (RIAA) присвоила ему платиновый статус. С Destiny’s Child был выпущен ещё один сингл «With Me», которому не удалось повторить успех своего предшественника. Спустя несколько лет в одном из интервью Бейонсе назвала альбом «успешным, но не очень», так как «это был нео-соул, а нам было 15. Мы были слишком молоды для такой музыки». В сентябре 1998 года совместно с Тимбалэндом группа выпустила композицию «Get on the Bus» для саундтрека к кинофильму «Почему дураки влюбляются», которая имела умеренный успех в хит-парадах. Примерно в то же время участницы Destiny’s Child, недовольные своей дебютной работой, начали думать над следующим альбомом. Готовясь к записи нового материала, они проанализировали все недочёты предыдущего диска, чтобы не допускать их в дальнейшем.

## Запись
Работа над The Writing’s on the Wall началась в октябре 1998 года. Как позже вспоминала Бейонсе, участницы коллектива не переживали во время записи диска: они придумали много идей для будущего альбома, поскольку были не вполне довольны своей предыдущей работой. В этот раз вокалистки получили больше творческого контроля над материалом: так, Бейонсе приложила руку к написанию 11 из 16 песен, Келли Роуленд — к 10, Летоя Лакетт — к 9, и Латавия Робертсон — к 8. Они переписывали тексты, которые писали авторы, и подстраивали их под себя. Бейонсе черпала вдохновение для песен из историй клиенток салона красоты ее матери Тины Ноулз, которые жаловались на мужчин, свои отношения и финансовые трудности. Кроме того, Бейонсе спродюсировала четыре трека для альбома, а также принимала участие в вокальном продюсировании и создании аранжировок для ряда композиций.
По совету Терезы Лабарберы Уайтс группа решила проконсультироваться с продюсером Кевином «She’kspere» Бриггсом. По прибытии в Хьюстон, где была записана большая часть The Writing’s on the Wall, Бриггсу и его на тот момент возлюбленной, певице и автору песен Канди Буррусс сообщили, что в список композиций альбома можно включить ещё одну песню, но только одну. Однако, после того как Бриггс и Буррусс показали коллективу трек «Bug a Boo», участницы решили подстроить всю пластинку под звучание этой композиции. В итоге Бриггс спродюсировал для альбома еще четыре трека — «So Good», «Bills, Bills, Bills», «Hey Ladies» и «She Can’t Love You», которые он написал вместе с Бурусс. В 2011 году Буррусс рассказала, что в период записи пластинки одна из вокалисток коллектива встречалась с ее бывшим парнем, на котором основана песня «Bills, Bills, Bills». Бриггс, который вместе с Мэттью Ноулзом выступил исполнительным продюсером альбома, придумал скачущий четырехчастный такт, а также одобрил бормочущий вокальный стиль — все это определило звучание The Writing’s on the Wall .
Родни Джеркинс спродюсировал композицию «Say My Name», которая была записана в студии Pacifique Recording Studios в Северном Голливуде (Лос-Анджелес). Эту песню он написал вместе с братом Фредом Джеркинсом III, Лашоном Дэниелсом и участницами коллектива. Дэниелс, руководивший вокальным продюсированием, посвятил трек своим отношениям с девушкой, и, по его словам, Бейонсе, у которой в то время тоже были отношения с молодым человеком, смогла отлично прочувствовать то, о чем поется в песне. Однако участницам не понравился первоначальный вариант трека. Позже Джеркинс сделал новый микс для песни и в итоге она вошла в The Writing’s on the Wall. По словам Лашона Дэниелса, вокалистки внесли равный творческий вклад в создание трека, который увеличивался в процессе записи.
Мисси Эллиотт написала и спродюсировала песню «Confessions», которую исполнила вместе с группой. Трек записывался в студиях The Hit Factory в Нью-Йорке и The Enterprise в Лос-Анджелесе. Продюсером и одним из авторов композиций «Temptations» и «Sweet Sixteen» выступил Д’Уэйн Виггинс; работа над песнями проходила в студиях Digital Sound в Хьюстоне и House of Music в Окленде (Калифорния). Композицию «Stay» написал и спродюсировал Дэрил Симмонс, вокалистки записали ее в Silent Sound Studios в Атланте. Песня «If You Leave» была исполнена совместно с группой Next, ее автором выступил фронтмен этого коллектива Роберт Лавель Хуггар; в написании и продюсировании трека также принимал участие Чад Эллиотт, который внес аналогичный вклад в создание композиции «Jumpin’ Jumpin’». «If You Leave» записывалась в студии Electric Lady в Нью-Йорке и в Dallas Sound Lab, а «Jumpin’ Jumpin’» — 353 Studio в Нью-Йорке и 24/7 Studio в Атланте. Песню «Now That She’s Gone» написали и спродюсировали Кен Фамбро и Донни Бойнтон. В апреле 1999 года запись The Writing’s on the Wall подошла к завершению.

## Список композиций
1. «Intro (The Writing’s on the Wall)» (Beyoncé Knowles, LaTavia Roberson, Kelly Rowland, LeToya Luckett) — 2:05
2. «So Good» (Kevin "She'kspere" Briggs, Kandi Burruss, B. Knowles, L. Luckett, L. Roberson, K. Rowland) — 3:13
3. «Bills, Bills, Bills» (K. Briggs, Kandi, B. Knowles, L. Luckett, K. Rowland, L.Roberson) — 4:16
4. «Confessions» (featuring Missy Elliott) (M. Elliott, D. Holmes, G. Thomas) — 4:57
5. «Bug a Boo» (K. Briggs, Kandi, B. Knowles, L. Luckett, L. Roberson, K. Rowland) — 3:32
6. «Temptation» (Dwayne Wiggins, C. Wheeler, A. Ray, B. Knowles, K. Rowland, L. Luckett, L. Roberson) — 4:05
7. «Now That She’s Gone» (Chris Valentine, K. Fambro, D. Boynton, T. Geter, L. Simmons, A. Simmons) — 5:35
8. «Where’d You Go» (P. Status, C. Stokes, L. Roberson, L. Luckett, K. Rowland, B. Knowles) — 4:15
9. «Hey Ladies» (K. Briggs, Kandi, B. Knowles, L. Luckett, L. Roberson, K. Rowland) — 4:16
10. «If You Leave» (featuring Next) (T. Turman, R. L. Huggar, C. Elliot, O. Hunter) — 4:35
11. «Jumpin, Jumpin» (R. Moore, Chad Elliot, B. Knowles) — 3:50
12. «Say My Name» (Rodney Jerkins, Fred Jerkins III, LaShawn Daniels, B. Knowles, L. Luckett, K. Rowland, L. Roberson) — 4:31
13. «She Can’t Love You» (K. Briggs, Kandi, B. Knowles, L. Luckett, I. Lindo, K. Rowland, L. Roberson) — 4:04
14. «Stay» (Darryl Simmons) — 4:51
15. «Sweet Sixteen» (D. Wiggins, J. Watley, B. Knowles, K. Rowland) — 4:12
16. «Outro» (Amazing Grace… Dedicated to Andretta Tillman) (John Newton) — 2:38

| №   | Название                               | Автор(ы)               | Длительность |
| --- | -------------------------------------- | ---------------------- | ------------ |
| 17. | «Get on the Bus» (featuring Timbaland) | M. Elliott, Tim Mosley | 4:44         |

| №   | Название                                                | Длительность |
| --- | ------------------------------------------------------- | ------------ |
| 17. | «Bills, Bills, Bills (Digital Black-N-Groove Club Mix)» | 7:16         |

| №   | Название            | Длительность |
| --- | ------------------- | ------------ |
| 17. | «Can’t Help Myself» | 4:53         |

| №   | Название                               | Автор(ы)               | Длительность |
| --- | -------------------------------------- | ---------------------- | ------------ |
| 17. | «Get on the Bus» (featuring Timbaland) | M. Elliott, Tim Mosley | 4:44         |
| 18. | «No, No, No Part 1» (music video)      |                        |              |

| №  | Название                                                | Автор(ы) | Длительность |
| -- | ------------------------------------------------------- | --- | ------------ |
| 1. | «Bills, Bills, Bills» (Remix (featuring Sporty Thievz)) | | 4:00         |
| 2. | «No, No, No Part 2» (featuring Wyclef Jean)             | Robert Fusari, Calvin Gaines, Mary Brown, Vincent Herbert                                                      | 3:33         |
| 3. | «Say My Name» (Timbaland remix)                         | F. Jerkins III, T. Mosely, R. Jerkins, L. Luckett, L. Daniels, B. Knowles, L. Roberson, K. Rowland, S. Garrett | 7:33         |

| №   | Название                                    | Автор(ы)                                                                 | Длительность |
| --- | ------------------------------------------- | ------------------------------------------------------------------------ | ------------ |
| 17. | «Independent Women Part I» (Pasadena Remix) | B. Knowles, Sam Barnes, Cory Rooney, Jean-Claude Olivier                 | 3:42         |
| 18. | «Independent Women Part II»                 | B. Knowles, Rapture Stewart, Eric Seats, Frank Comstock, David Donaldson | 3:46         |
| 19. | «8 Days of Christmas»                       | Errol McCalla, B. Knowles                                                | 3:31         |
| 20. | «No, No, No Part 2» (featuring Wyclef Jean) | R. Fusari, C. Gaines, M. Brown, V. Herbert                               | 3:28         |

- Note: Track’s one to fifteen end with a short spoken interlude which relates to the following song, which is spoken by the band members. Each interlude is in the style of the Ten Commandments and are listened on the compact disc front.

## Успех в чартах
В Соединенных Штатах альбом дебютировал 14 августа 1999 года на 6 строке Billboard 200, проданный в количестве более 132000 копий за первую неделю. Он удерживался в Топ 20 на протяжении большей части 1999 года, и к концу года было продано более 1,6 млн копий альбома — он стал дважды платиновым в январе 2000 года. Спустя девять месяцев после выпуска альбома The Writing’s On The Wall на волне огромного успеха лучшего сингла Billboard Hot 100 — «Say My Name», альбом вернулся в первую десятку, достигнув 5 места 5 мая 2000 года. За первый год своего существования 47 из 52 недель он находился в Top 40 и выше и был десятым по продаваемости альбомом 2000 года — 3,8 млн копий в течение года. The Writing’s on the Wall 99 недель подряд удерживался в Billboard 200 (с лета 1999 года до весны 2001) и к 8 ноября 2001 года стал девять раз платиновым: в США было продано более 6.2 миллиона копий.
В мировом масштабе The Writing’s on the Wall стал одним из самых продаваемых R&B альбомов всех времен. Он был признан золотым, платиновым, многократно платиновым в Европе и в 2001 году за 2 миллиона проданных копий был удостоен IFPI звания дважды платинового. В Канаде он был признан 5 раз платиновым (500000 копий), в Великобритании, Новой Зеландии и Австралии — трижды платиновым.

## Чарты и сертификаты
| Чарт (1999—2001)                       | Место |
| -------------------------------------- | ----- |
| Австралия (ARIA)                       | 2     |
| Австрия (Ö3 Austria)                   | 18    |
| Бельгия/Фландрия (Ultratop)            | 8     |
| Бельгия/Валлония (Ultratop)            | 19    |
| Canadian Albums (Billboard)            | 5     |
| Дания (Hitlisten)                      | 16    |
| Нидерланды (Album Top 100)             | 3     |
| Финляндия (Suomen virallinen lista)    | 15    |
| Франция (SNEP)                         | 32    |
| Германия (Offizielle Top 100)          | 8     |
| Japanese Albums (Oricon)               | 33    |
| Новая Зеландия (RMNZ)                  | 6     |
| Норвегия (VG-lista)                    | 7     |
| Швеция (Sverigetopplistan)             | 21    |
| Швейцария (Schweizer Hitparade)        | 23    |
| Великобритания (UK Albums Chart)       | 10    |
| США (Billboard 200)                    | 5     |
| США (Billboard Top R&B/Hip-Hop Albums) | 2     |

| Чарт (2000)             | Место |
| ----------------------- | ----- |
| Australian Albums Chart | 13    |

| Чарт (2000-09)     | Место |
| ------------------ | ----- |
| U.S. Billboard 200 | 39    |

| Регион | Сертификация  | Продажи    |
| --- | ------------- | ---------- |
| Австралия (ARIA) | 3× Платиновый | 210 000^   |
| Бельгия (BEA) | Платиновый    | 50 000*    |
| Канада (Music Canada) | 5× Платиновый | 500 000^   |
| Дания (IFPI Danmark) | Золотой       | 25 000^    |
| Франция (SNEP) | 2× Золотой    | 200 000*   |
| Германия (BVMI) | Золотой       | 250 000^   |
| Нидерланды (NVPI) | 2× Платиновый | 200 000^   |
| Новая Зеландия (RMNZ) | 3× Платиновый | 45 000^    |
| Норвегия (IFPI Norway)                                                                                                   | Золотой       | 25 000*    |
| Швеция (GLF) | Золотой       | 40 000^    |
| Швейцария (IFPI Switzerland)                                                                                             | Золотой       | 25 000^    |
| Великобритания (BPI) | 3× Платиновый | 1,120,878  |
| США (RIAA) | 8× Платиновый | 8 000 000^ |
| Итого |               |            |
| Европа (IFPI) | 2× Платиновый | 2 000 000* |
| * Данные о продажах приведены только на основе сертификации. ^ Данные о тиражах приведены только на основе сертификации. |               |            |